# Les Sculpteurs de lumière
Les Sculpteurs de lumière est la quinzième histoire de la série Broussaille de Frank Pé et Bom. Elle est publiée pour la première fois du no 2542 au no 2545 du journal Spirou.

## Univers

### Synopsis
Broussaille rejoint son oncle et sa tante qui vivent à la campagne. Une usine se construit dans les environs. L'ambiance est tendue au village et un étrange accident de voiture se produit. Au terme de son enquête, Broussaille découvre l'existence d'une œuvre d'art, de type holographique, installée au XVIIIe siècle au cœur d'un cirque rocheux par un groupe de philosophes.